# 史亞平
史亞平（1962年7月27日—），中華民國女性外交官，曾任行政院新聞局局長、駐新加坡代表、外交部常務次長、外交部外交及國際事務學院大使、駐奧地利代表、駐汶莱代表，也是史上最年輕的女性外交部常務次長。

## 早年
史亞平於1987年公務人員特種考試「外交領事人員」及格，與金溥聰同梯受訓。先分發至外交部新聞文化司擔任薦任科員，後成為駐美代表丁懋時的秘書。於李登輝總統時，丁懋時擔任國安會祕書長，史亞平也被帶至國安會擔任他的機要秘書。在這段時間中歷經1996年臺灣海峽飛彈危機與辜汪會談等兩岸重要階段，史亞平也因此累積不少與美國官員接觸的經驗，被媒體評價為善於溝通協調。

## 駐外
於民主進步黨執政初期，受陳水扁拔擢為「駐澳洲代表處副代表」。期間，馬英九出訪澳大利亞，由史亞平負責聯絡協調接待事宜。後於2008年時，獲時任總統的馬英九賞識，出乎外界預料的出任劉兆玄內閣的新聞局長。
2009年1月，史亞平被任命為中華民國駐新加坡代表，接替陳水扁前總統任命之駐星代表郭時南。2011年底起，新加坡方面多次傳出對於史個人不滿，甚至可能影響到兩國的外交關係。史亞平於2012年2月卸任回台。2012年6月25日，晉升外交部常務次長。

## 事件及爭議

### 史亞平駐星案
2011年起，從新加坡陸續傳回新加坡政府與新加坡資政李光耀對史亞平個人言行不滿的傳聞。2011年10月10日，駐新代表處於新加坡香格里拉酒店，舉辦中華民國國慶酒會，邀請數百名賓客參與，包括新加坡外交部前部長楊榮文夫婦等人。駐新代表處於酒店之外，公開懸掛中華民國國旗並演奏國歌。（除香格里拉酒店晚會之外，當日上午，代表處亦在其所處之PSA大樓外牆上，懸掛上巨幅中華民國國旗）。
10月14日，新加坡外交次長考西坎（Bilahari Kausikan）約見史亞平，責備史亞平未先告知新加坡政府，對此事極不諒解。此後新加坡關閉對史亞平的溝通管道，並要求中華民國政府撤換。據傳台灣曾派遣數名高層人士前往溝通，包括連戰，但新加坡政府仍然堅持，因此，2012年，馬英九總統將史亞平調回國內，晉升為外交部次長。
2012年7月，監委周陽山和馬以工對史亞平進行調查，提出報告，認為駐新代表處「重大違法，嚴重失職」。史亞平在駐新期間與新加坡當局互動出現重大問題，可能影響外交，被認定嚴重失職；代表處政治組長張詩瑞，拒絕回答監委調查，被認定違反監察法規定。但總統府以涉及國家安全，可能影響對新加坡外交為由，秘密結案，不對外公布報告，只要求外交部兩個月內改善。
外交部長楊進添認為史亞平與張詩瑞表現良好，並無違法失職，史亞平則否認中華民國與新加坡關係出現過問題，她與新加坡政府領導者之間的關係良好。7月18日，雖外界要求監院公開報告，但監察院仍以該報告「涉及兩國關係，影響至為深遠」，以國家機密保護法核定為機密而拒絕公開，並提醒新聞媒體，若進行調查此事內容可能違法。先前新聞媒體所披露的內容，周陽山只作部份證實，但強調並非調查全貌。其後則有媒體推測，史亞平遭撤換原因，似與新加坡資政李光耀之子走太近有關，對此史亞平嚴詞否認：「我不認識李家公子！」

## 個人生活
已婚，丈夫為美容醫師郝治華，育有一子一女。

## 軼事
- 史亞平於2008年12月29日在台北中山堂參與《藍與黑》舞台劇演出（由中華演藝總工會理事長康凱擔任製作人），本舞台劇演出所得是為關懷資深藝人。演出只有三分半鐘，身著黑色皮衣皮褲、腳穿黑色長筒馬靴、頸披藍彩圍巾，其中一句台詞為：「後會有期再見不難」。主要擔任劇中最後一幕「神祕人」一角，為劇中的唐琪（姚黛瑋飾演）平反。[14][15]

## 外部連結
- 新加坡慶祝中華民國建國一百年國慶酒會(影片來源：中華民國外交部) （页面存档备份，存于）

| 中華民國政府職務 | 中華民國政府職務                                  | 中華民國政府職務 |
| ---------------- | ------------------------------------------------- | ---------------- |
| 行政院           |                                                   |                  |
| 前任： 謝志偉    | 新聞局局長 第二十五任 2008年5月20日－2009年1月1日 | 繼任： 蘇俊賓    |